# ملک‌آباد (جیرفت)
ملک‌آباد (جیرفت)، روستایی از توابع بخش مرکزی شهرستان جیرفت در استان کرمان است.

## جمعیت
روستای ملک‌آباد در دهستان هلیل قرار دارد و براساس سرشماری مرکز آمار ایران در سال ۱۳۸۵، جمعیت آن ۲۲۳ نفر (۵۲ خانوار) بوده‌است. جمعیت این روستا در سال ۱۳۹۰ به ۴۰۹ نفر افزایش یافته‌است.